# Președintele Republicii Cehe
Președintele Republicii Cehe este șeful de stat al Republicii Cehe. Spre deosebire de președintele Austriei și de președintele Ungariei, care sunt considerați, în general, figuri ceremoniale, președintele ceh are un rol considerabil în afacerile politice. Deoarece multe din puterile sale pot fi exercitate atât cu semnătura proprie cât și semnătura primului ministru al Republicii Cehe, responsabilitatea asupra unor chestiuni politice este împărțită între cele două birouri.
Până în 2012 funcția de președinte a fost obținută în urma unei alegeri indirecte, efectuată de Parlamentul Republicii Cehe. În februarie 2012 s-a modificat legea în sensul unei alegeri directe.
Mandatul președintelui este de 5 ani. Candidații trebuie să aibă cel puțin 40 de ani și să nu mai fi fost deja aleși de două ori consecutiv. Din moment ce termenul limită este că nici o persoană nu poate fi aleasă mai mult de două ori consecutiv, o persoană poate atinge teoretic funcția de președinte de mai mult de două ori.
Doar două persoane au avut deținut până acum funcția de președinte al Republicii Cehe de la dizolvarea Cehoslovaciei din 1993, ambii atingând numărul maxim permis de mandate constituționale - doi. Cei doi președinți au fost aleși de către Camera Deputaților a Republicii Cehe și a Senatului Republicii Cehe, pentru un termen de cinci ani.

## Îndepărtarea din funcție
În afară de deces, există doar trei lucruri care pot îndepărta un președinte din funcție:
1. Un președinte poate demisiona prin notificarea președintelui Camerei Deputaților.[4]
2. Președintele poate fi considerat în imposibilitatea de a executa sarcinile sale pentru "motive serioase", printr-o rezoluție comună a Senatului și Camerei[5] –  deși președintele poate apela la Curtea Constituțională pentru a împiedica această rezoluție.[6]
3. Președintele poate fi pus sub acuzare de către Senat pentru înaltă trădare și condamnat de Curtea Constituțională.[6]

## Lista președinților Republicii Cehe
| Nr.crt | Portret  | Nume         | Început de mandat | Sfârșit de mandat | Partid politic                                     | Mandat   |
| ------ | -------- | ------------ | ----------------- | ----------------- | -------------------------------------------------- | -------- |
| 1      |          | Václav Havel | 2 februarie 1993  | 2 februarie 2003  | fără partid                                        | 1 (1993) |
| 1      | 2 (1998) | Václav Havel | 2 februarie 1993  | 2 februarie 2003  | fără partid                                        |          |
| 2      |          | Václav Klaus | 7 martie 2003     | 7 martie 2013     | fără partid Partidul Civic Democrat (până în 2009) | 3 (2003) |
| 2      | 4 (2008) | Václav Klaus | 7 martie 2003     | 7 martie 2013     | fără partid Partidul Civic Democrat (până în 2009) |          |
| 3      |          | Miloš Zeman  | 8 martie 2013     | 9 martie 2023     | Partidul Drepturilor Civice                        | 5 (2013) |
| 3      | 6 (2018) | Miloš Zeman  | 8 martie 2013     | 9 martie 2023     | Partidul Drepturilor Civice                        |          |
| 4      |          | Petr Pavel   | 9 martie 2023     | în funcție        | fără partid                                        | 7 (2023) |